# Renishaw (azienda)
Renishaw plc (LSE: RSW) è un'azienda di ingegneria britannica con sede a Wotton-under-Edge, Gloucestershire. È quotata alla London Stock Exchange e fa parte del FTSE 250 Index.

## Storia
La compagnia fu fondata da Sir David McMurtry e John Deer nel 1973. McMurtry dovette misurare dei tubi combustibile per dei motori aeronautici su un prototipo di aereo a reazione: al tempo i sensori delle macchine di misura a coordinate avevano tastatori rigidi, che richiedevano posizionamento manuale sulle superfici da misurare con scarsa ripetibilità della misurazione. Per evitare tale difetto, McMurtry inventò un dispositivo con tastatore touch-trigger, che brevettò. Il tastatore eseguiva posizionamenti cinematici con uno stilo a molla, con ottima ripetibilità di posizionamento.
Renishaw fu quotata nel 1983 alla London Stock Exchange.
Nel 2006 acquisisce la tedesca "itp".
Nel 2009 la recessione colpì anche Renishaw, con risultante esubero di forza lavoro, "a rischio".
L'anno successivo Renishaw ha visto ordini duplicarsi rispetto all'anno 2009, e la compagnia "recovered strongly since the worldwide recession".
Nel 2010 Renishaw acquisì la Measuring Devices Ltd.
Nel 2011 Renishaw acquisì lo stabilimento di 400.000 sq ft della tedesca Bosch a Miskin, Galles.

## Attività
Renishaw è specializzata nella metrologia e spettroscopia.
La strategia aziendale si basa sulla innovazione e conseguente brevetto. La linea di prodotti si estende ai tastatori per macchine CNC e taratura, encoder lineari, trasduttori di posizione angolare, CAD/CAM per odontoiatria, Raman spectroscopia e dispositivi medici per neurochirurgia, macchinari per stampa 3D con tecnologia SLM.

## Sedi
Renishaw ha sede in un vecchio mulino del periodo della rivoluzione industriale, con diversi edifici nuovi su 110 000 m². È un sito "nature oriented", con dozzine di uccelli, compresi anatre e pavoni, e un laghetto. Il sito è vicino al centro di Charfield.
L'azienda ha un'officina a Stonehouse, Gloucestershire, e una fabbrica di assemblaggio a Woodchester, vicino Stroud. Vi sono inoltre siti di assemblaggio a Dublino (Irlanda) e Pune (India) e centri di ricerca a Wotton-under-Edge, Edimburgo e Exeter.